# Кригер, Михаил Александрович
Михаил Александрович Кригер (род. 23 февраля 1960 года, г. Днепропетровск, УССР) — российский политический активист, сторонник демократического движения «Солидарность», политзаключенный. Противник войны РФ с Украиной.

## Биография
В 1980 году, отслужив в армии, поехал работать на строительство БАМа. Был рабочим в строительно-монтажном поезде в Якутии. В 1984 году там познакомился с будущей женой Верой Кригер, по специальности библиотекарем, числившейся в их строительно-монтажном поезде транспортным рабочим, но в действительности занимавшейся бытовыми вопросами — работавшей поварихой, комендантом и т. п.. По профессии экскаваторщик. В начале 1990-х годов зарегистрировал вместе с женой товарищество с ограниченной ответственностью «Ай да Кригер!» (с 1999 г. ООО «Ай да Кригер!») для проведения землеройных работ. В последние годы занимался арендой строительной техники и доставкой продуктов на собственном автомобиле.

### Политическая и общественная деятельность
Михаил Кригер — многолетний активный участник акций оппозиции в Москве, неоднократно задерживался властями.
Как воспоминает сам Михаил, его и его жены, Веры, политическая деятельность началась в 1989 со сбора подписей за отзыв народного депутата СССР директора 1-го часового завода А. С. Самсонова.
C мая 2002 по 2007 член Комитета Антивоенных действий. Участник митингов и пикетов против войны в Чечне, организатор антивоенного концерта.
Кригер помогал беженцам чеченских войн и беженцам из Украины, бездомным и политзаключенным. Он курировал семейный детский дом, двоим выпускникам дал работу в своей фирме.
Координатор Союза солидарности с политзаключёнными.
В 2006 году вместе с Л. А. Пономарёвым и С. К. Давидисом обращается с заявлением в Прокуратуру о защите чести и достоинства М. И. Трепашкина, основанием для обращения послужили слова депутата Государственной Думы РФ, бывшего сотрудника ФСБ С. Н. Абельцева, опубликованные газетой «Аргументы и Факты» от 24.05.2006. В возбуждении уголовного дела отказано. В феврале 2007 подписал письмо в защиту М. И. Трепашкина, находившегося в то время в заключении.
Член первого состава Общественной наблюдательной комиссии по городу Москве в 2009—2010. М. Кригер один из основателей «Союза солидарности с политзаключёнными». В октябре 2016 не включён в четвертый состав московской ОНК.
С 2015 года как член «Солидарности» регулярно участвовал в пикетах у места убийства Б. Е. Немцова на Большом Москворецком мосту.
В 2019 году Европейский суд по правам человека обязал Россию выплатить Михаилу Кригеру €15 000 за необоснованные задержания на протестных мероприятиях в Москве.
В 2022 году Кригера дважды задерживали из-за наклеек на автомобиле «Навальный — мой президент» и «Я против Путина. Я — за Навального». Он был арестован на десять суток за неповиновение полиции.

### Задержания и административные аресты
- 30.12.2014 задержан на Манежной площади, приговорён к 15 суткам ареста[19].
- 10.02.2019 задержан на «Марше материнского гнева» после нескольчих стычек с активистами Serb, составлен протокол[20]
- 27.04.2021 задержан в связи с акцией 21.04.2021 Во вторник Савеловский райсуд арестовал Кригера на 20 суток, ЕМУ вменялось повторное нарушение порядка проведения митингов (часть 8 статьи 20.2 КоАП)[21].
- 20.02.2022 задержан на несанкционированном пикете против возможной войны в Украине вместе с еще 5 участниками (Лев Пономарёв, Николай Рекубратский, Юрий Самодуров, Михаил Удимов и Ольга Мазурова)[22][23]

### Арест по обвинению в оправдании терроризма
3 ноября 2022 года был арестован по обвинению по ч. 2 ст. 205.2 УК РФ («публичное оправдание терроризма с использованием сети «Интернет»») и п. «а» ч. 2 ст. 282 УК РФ («публичное возбуждение ненависти и вражды в отношении социальной группы»). Кригера обвинили в призывах к казни Владимира Путина и восхвалении Михаила Жлобицкого.
В мае 2023 года суд приговорил его к семи годам колонии общего режима по статьям об оправдании терроризма и разжигании ненависти. Также Кригеру запретили администрировать сайты в течение четырёх лет. После оглашения приговора Кригер спел украинскую песню «Червона калина», ставшую гимном украинского сопротивления. Вину он не признал, сказав, что его судят за антивоенную и проукраинскую позицию, которую не скрывает.
Российская правозащитная организация «Мемориал» признала Кригера политзаключенным.

## Семья
- Первая жена — Вера Францевна Кригер (12 февраля 1952—май 2002), одна из лидеров демократического движения в Москве во время перестройки[24][25], член Координационного совета Московской организации движения «Демократическая Россия», скончалась от онкологического заболевания на 51-м году жизни.
  - Дочь — Екатерина (род. 1986), российско-израильский риелтор[4].
- Вторая жена — Айша Астамирова, в мае 2024 Михаил и Айша зарегистрировали брак в ИК-5 в Нарышкино Орловской области[26]
- Брат (единоутробный) — был свидетелем на суде над Михаилом, вместе с ним был задержан за пение гимна Украины на Манежной площади[27].